# Ousmane Nyan
Ousmane Nyan (* 5. August 1975 in Banjul) ist ein norwegischer Fußballspieler gambischer Herkunft. Der 165 Zentimeter große und 60 Kilogramm schwere Mittelfeldspieler wurde siebenmal für die norwegische Nachwuchsmannschaft aufgeboten, wobei er einmal als Torschütze fungierte.

## Karriere
| Zeitraum  | Verein          | Land       |
| --------- | --------------- | ---------- |
| 19??–19?? | Drafn SBK       | Norwegen   |
| 1993      | Mjøndalen IF    | Norwegen   |
| 1994–1999 | Strømsgodset IF | Norwegen   |
| 1999–2002 | IK Start        | Norwegen   |
| 2002–2003 | AC Ajaccio      | Frankreich |
| 2003–2004 | Sogndal IL      | Norwegen   |
| 2004–     | Strømsgodset IF | Norwegen   |